# Christy Hemme
Christina Lee Hemme (* 28. Oktober 1980 in Poway, Kalifornien), besser bekannt als Christy Hemme, ist eine US-amerikanische Schauspielerin, Model, Sängerin und ehemalige Wrestlerin. Seit April 2006 steht sie bei Total Nonstop Action Wrestling unter Vertrag und ist dort derzeit als Backstage-Interviewerin und Ringsprecherin tätig.

## Lebensgeschichte
Hemme wurde in Poway, Kalifornien geboren, wuchs aber in Temecula auf. Sie lebt zurzeit in Santa Monica, Kalifornien. Sie war schon von Kind an ein großer Wrestling-Fan und der Undertaker war ihr Lieblingswrestler.
Sie war 2 Jahre lang als Cheerleader an der Temecula Valley High School tätig. Im Alter von 17 Jahren machte sie ihren High-School-Abschluss. Hemme besuchte später das Mount San Jacinto College und mit der Fachausrichtung Tanz.

### Privates
Christy Hemme ist seit 2010 mit Charley Patterson verheiratet. 2015 wurde sie Mutter einer Tochter. Am 7. Januar 2018 gebar sie Vierlinge (drei Jungen und ein Mädchen).

## Karriere
Sie war früher Cheerleader, Model und Tänzerin und zudem in Musikvideos und Werbespots zu sehen. Hemme nahm 2004 am ersten Diva-Search-Wettbewerb teil, den sie am 20. September in Seattle auch gewann. Sie bekam dadurch einen WWE-Vertrag und 250.000 US-Dollar. Ihr Debüt feierte sie am 19. Juli 2004. Am 5. Dezember 2005 wurde sie von der WWE entlassen.
Im April 2006 unterzeichnete sie einen Vertrag mit Total Nonstop Action Wrestling und debütierte am 23. April bei Lockdown. Hemme unterbrach bei Final Resolution 2007 eine Promo der Voodoo Kin Mafia und setzte sich für Frauenwrestling ein. Nachdem die Rock’n’Rave Infection nur als Jobberteam eingesetzt worden war, wurde Hemme Ende 2008 als Wrestlerin eingesetzt und turnte so zum Face. Es folgte eine Fehde gegen Awesome Kong, die bei Genesis 2009 enden sollte, doch Hemme zog sich beim Training wenige Tage zuvor eine Nackenverletzung zu und fiel aus. Seit dem 10. Dezember 2009 arbeitet sie als Backstage-Interviewerin für TNA. Sechs Tage später verkündete sie ihr Karriereende. Am 28. April 2011 übernahm Hemme zusätzlich die Rolle als Ringsprecherin.

## Titel und Auszeichnungen
Playboy
- Covergirl (April 2005)

Total Nonstop Action Wrestling
- Knockout of the Year (2006)

World Wrestling Entertainment
- WWE Diva Search-Gewinnerin (2004)

## Filmografie
- 2003–2004: The Man Show
- 2006: Fallen Angels